# Camillo Silingardi
Camillo Silingardi (San Faustino, 5 maggio 1907 – Modena, 4 luglio 1929) è stato un calciatore italiano, di ruolo attaccante.

## Caratteristiche tecniche
Giocava come attaccante interno sinistro nel metodo.

## Carriera
Militò per cinque stagioni al Modena, durante le quali totalizzò 6 presenze e 3 reti nella massima serie nazionale, per poi passare nel 1927 al Macerata e l'anno seguente alla Fiorentina, fin quando un morbo virulento non lo uccise a 22 anni.